# 乌克兰第1方面军
乌克兰第1方面军（俄语：Пéрвый Укрáинский фронт）是第二次世界大战期间蘇聯紅軍的主力之一，组建于1943年10月20日，改编自沃罗涅日方面军，后参与了东线战场的多次重大战役，1945年解散。战后改编为苏军中央集群。